# Corinto (ort i Brasilien, Minas Gerais, Corinto)
Corinto är en ort i Brasilien.   Den ligger i kommunen Corinto och delstaten Minas Gerais, i den sydöstra delen av landet, 500 km sydost om huvudstaden Brasília. Corinto ligger 649 meter över havet och antalet invånare är 22 121.
Terrängen runt Corinto är huvudsakligen platt, men norrut är den kuperad.
Omgivningarna runt Corinto är huvudsakligen savann. Runt Corinto är det glesbefolkat, med 12 invånare per kvadratkilometer.